# Glen Brand
Glen Brand (Iowa, Estados Unidos, 3 de noviembre de 1923-15 de noviembre de 2008) fue un deportista estadounidense especialista en lucha libre olímpica donde llegó a ser campeón olímpico en Londres 1948.

## Carrera deportiva
En los Juegos Olímpicos de 1948 celebrados en Londres ganó la medalla de oro en lucha libre olímpica estilo peso medio, por delante del turco Adil Candemir (plata) y del sueco Erik Lindén (bronce).